# Pentodontoschema nireum
Pentodontoschema nireum är en skalbaggsart som beskrevs av Hermann Burmeister 1847. Pentodontoschema nireum ingår i släktet Pentodontoschema och familjen Dynastidae. Inga underarter finns listade i Catalogue of Life.